# NEC
Nippon Denki Kabushiki Gaisha ili skraćeno NEC je danas jedna od najvećih japanskih korporacija.

### Intel kompatibilni procesori
NEC je bila jedna od prvih kompanija koja ulazi u posao proizvodnje 80xxx procesora. Tijekom druge polovice 1980-ih godina njezini procesori napravljeni po vlastitom dizajnu su bolji na istim brzinama od Intela, ali kao i drugi proizvođači toga razdoblja zaostaju približno jednu generaciju za originalima.
Kako do 1990. godine financijski rezultati odjela za proizvodnju procesora nisu zadovoljili očekivanja NEC se odlučuje za napuštanje daljnje borbe na tom segmentu tržišta. U trenutku kada tada postojeće generacije procesora s imenima NEC V20 - NEC V50 postanu zastarjele proizvodni pogoni su prebačeni na pravljenje telekomunikacijskih proizvoda.
Kao proizvodna zanimljivost se može navesti korištenje NEC procesora na Amiga 500 karticama za potpunu hardversku emulaciju IBM PC računala.